# Ilse Totzke

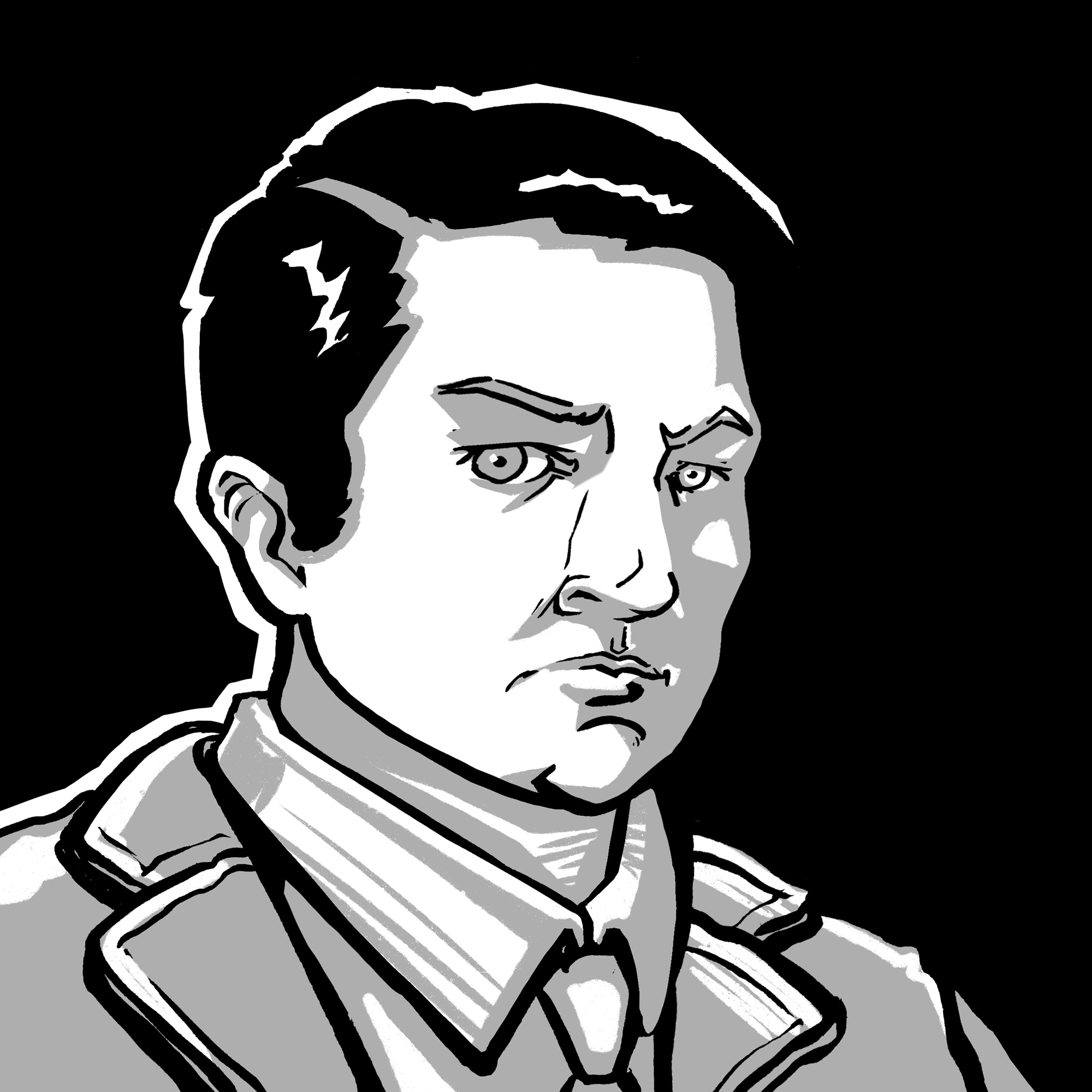
Ilse Sonja Totzke

Ilse Sonja Totzke (geboren am 4. August 1913 in Straßburg, Deutsches Reich; gestorben am 23. März 1987 in Hagenau, Frankreich) war eine deutsche Musikerin und Gerechte unter den Völkern.

## Leben und Leistungen
Ilse Totzkes Mutter, Sofie Wilhelmine Huth, war Elsässerin und Schauspielerin. Ihr Vater Ernst Otto Totzke arbeitete als Kapellmeister am Straßburger Stadttheater und im Eden-Theater. Nach Ende des Ersten Weltkriegs wurde 1919 das Elsass wieder in Frankreich eingegliedert, und Otto Totzke wurde als Reichsdeutscher ausgewiesen. Ilse Totzke übersiedelte mit ihrem Vater nach Mannheim und besuchte darauf folgend ein Internat in Bamberg. Da die Ehe der Eltern zerrüttet war, blieb ihre Mutter im Elsass, wo sie früh starb. Der Vater starb 1933, und sie erhielt mit ihrer Volljährigkeit 1934 die Verfügungsgewalt über ein Vermögen von 42.000 Reichsmark, von dem sie gut leben konnte. Ab März 1932 studierte sie Klavier, Violine und Dirigieren am Konservatorium in Würzburg. 1935 hatte sie einen schweren Motorradunfall, der sie im Studium zurückwarf. Sie wurde zur Einzelgängerin. Wie die US-amerikanische Historikerin Laurie Marhoefer in der American Historical Review gezeigt hat, wurde sie von ihrem Umfeld, das ihrer zurückgezogenen Art, ihrer Vorliebe für Männerkleidung und ihrer lesbischen Orientierung mit Misstrauen begegnete, zunehmend ausgegrenzt.
Nach der Machtergreifung der Nationalsozialisten 1933 zeigte Totzke ihren Widerwillen gegen das NS-Regime und verweigerte den Hitlergruß. Unter ihren Bekannten waren jüdische Frauen, die zunehmend ausgegrenzt und von der Gesellschaft missachtet wurden. Seit 1936 wurde sie von der Gestapo (aktenkundig) überwacht und ab 1939 wiederholt von Nachbarn und dem Studienrat Ludwig Kneisel, Vorstand des Hochschulinstituts für Leibesübungen, denunziert. 1938 oder 1939 wurde sie vom Studium relegiert. Dem Arbeitsdienst für Frauen entzog sie sich durch den Hinweis auf die Nachwirkungen der Schädelverletzung beim Motorradunfall. Nach mehreren Vorladungen bei der Gestapo, bei denen sie sich mutig zu ihren Kontakten zu Juden bekannte, wurde sie im Oktober 1941 verwarnt, dass sie bei der Fortsetzung solcher Kontakte in ein Konzentrationslager käme. Jegliches freundschaftliche Verhältnis zu Juden wurde im Oktober 1941 vom Reichssicherheitshauptamt unter Strafe gestellt und konnte durch die Verpflichtung zum Tragen des Judensterns auch in der Öffentlichkeit und von Denunzianten überwacht werden.
Im Sommer 1942 erkundete sie bei einem Aufenthalt im Elsass mögliche Fluchtwege in die Schweiz und ging im November 1942 zusammen mit zwei Jüdinnen über die Grüne Grenze. Die Schweizer Grenzbehörden wiesen sie prompt zurück. Im Dezember 1942 wurde sie wieder von der Gestapo vorgeladen und musste einräumen, dass sie weiterhin Kontakt zu Juden hatte. In der Nacht vom 26. auf den 27. Februar 1943 unternahm sie bei Durmenach, zusammen mit der Flötistin und Kindergärtnerin Ruth Basinski, einen illegalen Grenzübertritt, wurde von Schweizer Grenzbeamten aufgehalten und nach einer Befragung nach Deutschland zurückgeschickt. In der darauffolgenden Nacht überschritten sie erneut die Grenze und wurden abermals entdeckt. Diesmal wurden sie aber entsprechend der Schweizer Bestimmungen von den Schweizer Grenzern an die deutsche Grenzpolizei  ausgeliefert. Basinski wurde ins KZ Auschwitz deportiert, wo sie Mitglied des Frauenorchesters wurde und den Holocaust überlebte.
Im Mai 1943 wurde Totzke im Konzentrationslager Ravensbrück inhaftiert und musste dort Zwangsarbeit leisten. Sie vertuschte ihre Identität und wurde zur Polin Sonia Totzki. Ende April 1945 gelangte sie dank einer Rettungsaktion des Schwedischen Roten Kreuzes nach Schweden.
Nach dem Zweiten Weltkrieg ging Totzke nach Paris, wo sie sich mit Gelegenheitsarbeiten durchschlug. Ab August 1954 wohnte sie wieder in Würzburg und beantragte Entschädigungsleistungen. Es wurden ihr 8750 DM zugebilligt. Sie wohnte danach im Elsass.

## Ehrungen und Auszeichnungen
Im Jahr 1995 wurde sie postum in der Holocaust-Gedenkstätte Yad Vashem als „Gerechte unter den Völkern“ geehrt. In Würzburg wurde anlässlich ihres 100. Geburtstages am 4. August 2013 im Südosten des Stadtbezirks Keesburg die Ilse-Totzke-Straße nach ihr benannt.

„Mit der Benennung dieser Straße nach Ilse Totzke halten wir die Erinnerung an eine Bürgerin unserer Stadt wach, die im sogenannten Dritten Reich mit außerordentlichem Mut gegen eine menschenverachtende Politik opponiert und Menschen geholfen hat, die schuldlos, nur wegen ihrer jüdischen Abstammung, ausgegrenzt, entrechtet und verfolgt wurden. Sie hat gezeigt, dass jeder Mensch im Angesicht des Bösen die freie Wahl hat, sich für das Gute zu entscheiden, und nicht gleichgültig bleiben darf. Deshalb ehren wir sie heute, vier Tage vor ihrem 100. Geburtstag, in dem wir diese Straße nach ihr benennen.“